# Rososzka (województwo mazowieckie)
Rososzka – wieś w Polsce położona w województwie mazowieckim, w powiecie grójeckim, w gminie Chynów.
W skład sołectwa Rososzka wchodzi także wieś Zbyszków.
Wieś szlachecka Rososa Minor położona była w drugiej połowie XVI wieku w powiecie czerskim  ziemi czerskiej województwa mazowieckiego. 
W połowie XIX wieku wieś wchodziła w skład majątku Żelazna. W tym okresie właścicielem majątku był Jan Wincenty Brandtkie, profesor Uniwersytetu Warszawskiego.
W latach 1975–1998 miejscowość administracyjnie należała do województwa radomskiego.